# موسى كاشف الغطاء
موسى بن مرتضى بن عباس كاشف الغطاء (16 ديسمبر 1899 - 20 يوليو 1966) (13 شعبان 1317 - 2 ربيع الآخر 1386) فقيه جعفري وكاتب عراقي. ولد في النجف وهو ينتمي إلى آل كاشف الغطاء، فنشأ على والده، وقرأ على علماء النجف البارزين. كان أديبًا وشاعرًا، ومدرّسًا وإمامًا. عرف عنه دور ثقافي وديني بين أبناء مدينته. له مؤلفات دينية عديدة وحواش وشروح فقهية وشعر قليل.

## سيرته
هو موسى بن مرتضى بن حسن بن جعفر كاشف الغطاء. ولد يوم 13 شعبان 1317/ 16 ديسمبر (كانون الأول) 1899 في النجف بولاية‌ بغداد العثمانية ونشأ وتعلم بها، فأخذ عن جملة من الفقهاء. فقرأ المنطق والبيان على محمود الحكيم، ومحسن القزويني ثم حضر الأبحاث العالية على ضياء الدين العراقي ومحمد حسين النائيني ووالده. اشتغل بالتدريس وإمامة الجماعة بعد وفاة والده سنة 1349ه في جامع آل كاشف الغطاء، وقد تخرج عليه جملة من العلماء.

توفي بالنجف يوم 2 ربيع الآخر 1386/ 20 يوليو (تموز) 1966 ودفن في مقبرة أسرته. 

## شعره
له شعر قليل نظمهُ في بعض المناسبات، وهو من الشعراء الفقهاء. وصفه كامل سلمان الجبوري بأنه كان «أديبًا شاعرًا رقيق الروح والحديث والبسمة لا تكاد تفارقه.» جاء في معجم البابطين عنه «شعره قليل نادر، نظمه في الأغراض المألوفة من مديح وتقريظ وتشطير وإخوانيات ومساجلات. أفاد من معجم الشعر الديني والمديح النبوي. لغته قوية جزلة، وتراكيبه متينة، ومعانيه واضحة، وخياله قديم.»  ومن شعره «هداية»، مقرظًا:

## مؤلفاته
من مؤلفاته:
- «الدرر الجعفرية في فقه الإمامية»
- حاشية على كفاية الأصول
- حاشية على ذخيرة الصالحين
- «أرجوزة في الشكوك»
- «الفلاح في عقد النكاح»
- «رسالة في حد الحائر الحسيني ومدفن الرأس الشريف»
- «شرح دعاء السمات»
- «إرشاد المسلمين في أحوال النبي والأئمة المعصومين»
- «إرشاد المسلمين في الفقه وأصول الدين»
- «العنوان في بيان الاستخارة بالقرآن»
- «أسنان العقيقة والأضحية»